# Lakmé

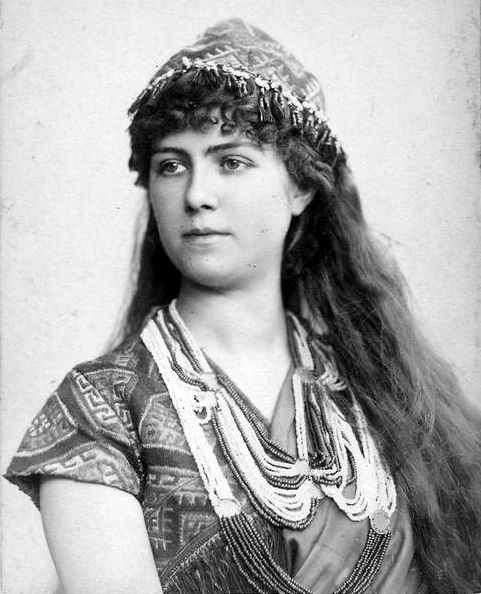
Marie van Zandt als Lakmé

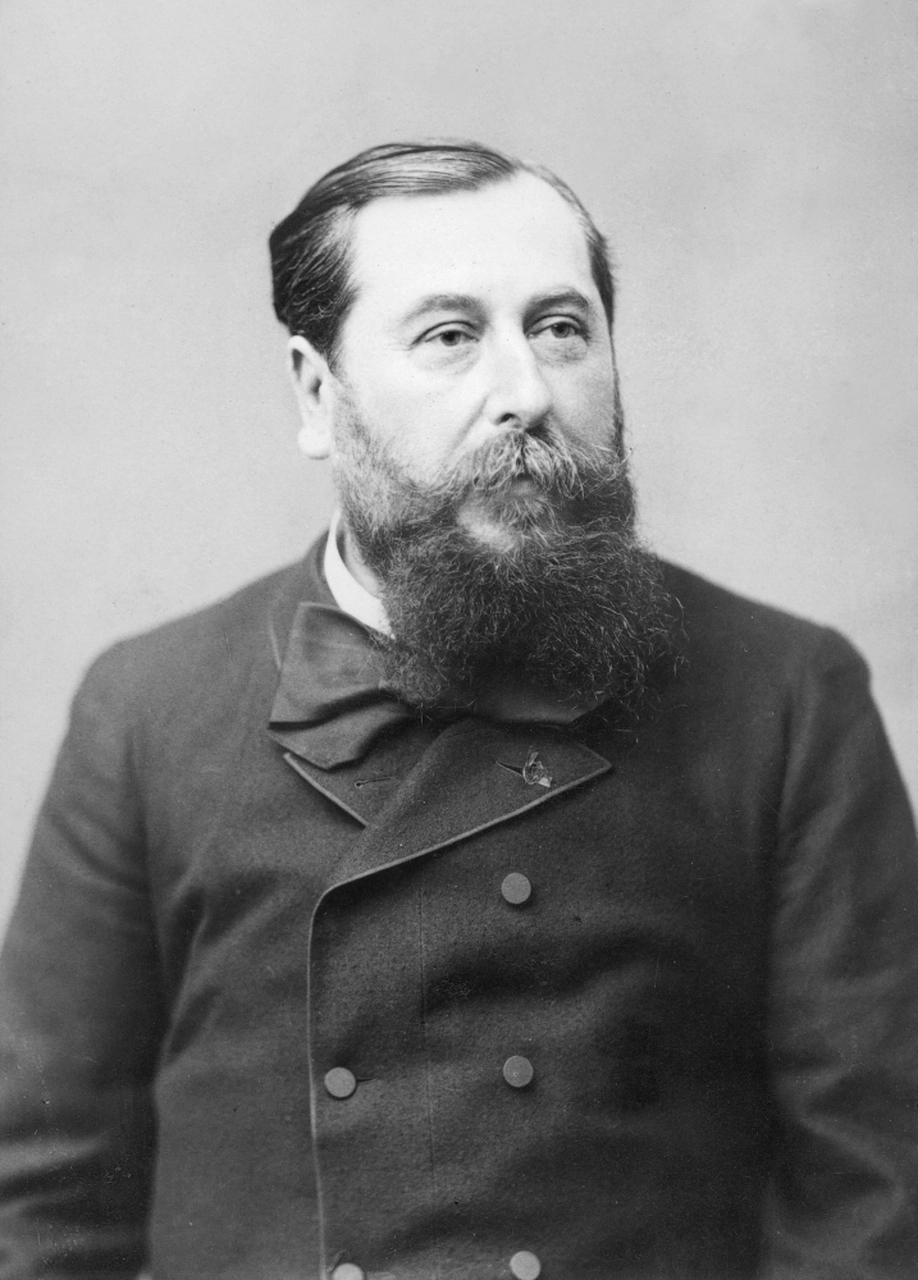
Léo Delibes

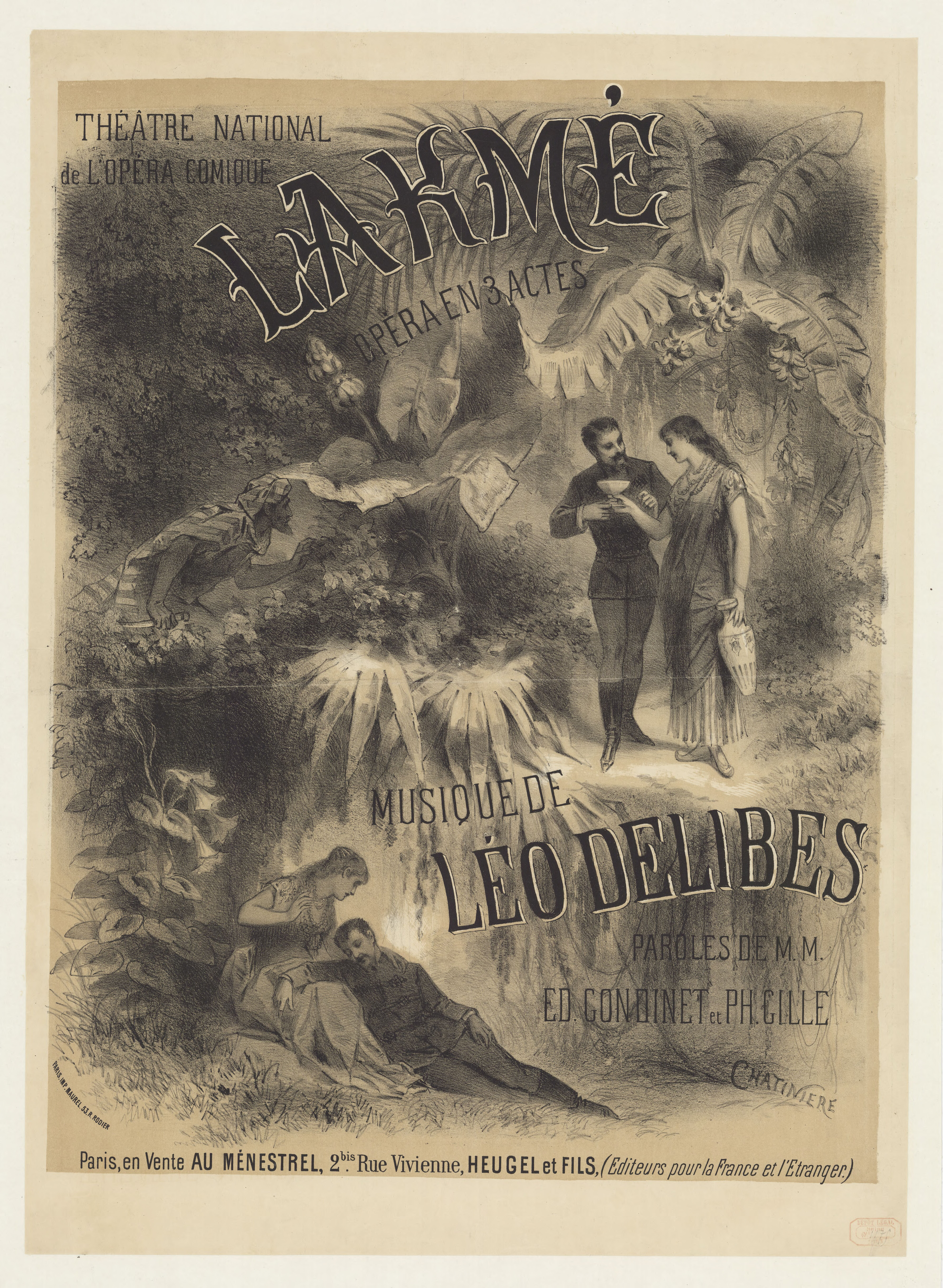
Affiche voor de première in 1883

Lakmé is een opera in drie akten van de Franse componist Léo Delibes, op een libretto van Edmond Gondinet en Philippe Gille. Het werk, dat in 1883 in première ging, is gebaseerd op de roman Le Mariage de Loti uit 1880 van Pierre Loti.

## Achtergrond
Het verhaal speelt zich af in Brits-Indië en gaat over de kortstondige, onmogelijke liefde tussen de Indiase dochter van een brahmaan, Lakmé, en een Britse officier. Lakmé is daarmee een van de vele Franse opera's uit deze periode die zich in een exotisch-oosterse wereld afspelen. De opera was met name in de Franstalige en Angelsaksische wereld succesvol en behoort tot de bekendste werken van de componist. Dat is vooral te danken aan het 'Bloemenduet' en de 'Klokjesaria', die veelvuldig buiten de context van de opera worden uitgevoerd. De opera als geheel is veel minder vaak te zien of te horen.
Het onderwerp van Lakmé werd door Gondinet aan Delibes voorgesteld voor de Amerikaanse sopraan Marie van Zandt (1858-1919). Gondinet had haar de titelrol van Mignon van Ambroise Thomas horen zingen en was onder de indruk van haar capaciteiten. Delibes schreef zijn partituur, met een veeleisende rol voor de coloratuursopraan, in 1881 en 1882. Gondinet volgde de roman van Loti niet trouw: hij verplaatste de handeling bijvoorbeeld van Frans-Polynesië naar Brits-Indië. De Franse naam Lakmé verwijst naar de hindoegodin Lakshmi.
Het werk ging op 14 april 1883 in première in de Opéra-Comique in Parijs, met Van Zandt in de titelrol. De Nederlandse première vond op 21 december 1885 plaats bij het Théatre Royal Français de La Haye in de Koninklijke Schouwburg in Den Haag en de Belgische op 29 november 1886 in De Munt te Brussel, in beide gevallen met Marie Vuillaume als Lakmé.
De eerste versie van de opera bevatte nog gesproken dialogen, zoals bij een opéra comique vanouds gebruikelijk was. Delibes maakte later een versie met gezongen recitatieven, zoals destijds meer en meer de mode werd. Dit is de versie die sindsdien steeds wordt gebruikt.

## Rollen
- Gérald, Brits officier (tenor)
- Frederick, Brits officier (bariton)
- Nilakantha, brahmaanse priester (bariton of basso cantato)
- Lakmé, dochter van Nilakantha (sopraan)
- Mallika, dienares van Lakmé (mezzosopraan of alt)
- Hadji, hindoe-dienaar (tenor)
- Ellen, dochter van de gouverneur (mezzosopraan)
- Rose, vriendin van Ellen (sopraan)
- Mistress Benson, gouvernante van Ellen (mezzosopraan)

## Synopsis
Acte 1
Lakmé en haar dienares Mallika maken zich op om in het bos bloemen te gaan plukken, waarmee ze de tempel willen versieren (Bloemenduet: “Viens Mallika... Sous le dome épais”). In hun afwezigheid verschijnen er twee Britse officieren, Gérald en Frederick, die de heilige grond betreden. Als Lakmé terugkeert, kan Gérald zich niet snel genoeg verstoppen en wordt hij door haar ontdekt. Er ontstaat een gesprek tussen de twee en ze worden verliefd. Dan hoort Lakmé haar vader Nilakantha thuiskomen en smeekt Gérald te vluchten. De vader ziet vervolgens de sporen van de indringer en zweert dat hij degene zal doden die de heilige tuin heeft ontheiligd. 
Acte 2
Nilakantha, vermomd als bedelaar, presenteert zijn dochter Lakmé op de dorpsmarkt als straatzangeres. Hij hoopt dat de indringer zich bekend zal maken als hij Lakmé hoort (Klokjesaria). Het plan werkt. Als de menigte uiteen is gegaan, steekt Nilakantha Gérald neer. Nilakantha denkt dat hij dood is, maar hij leeft nog: Lakmé laat hem door haar dienaar Hadji naar een geheime schuilplaats in het bos brengen.
Acte 3
Lakmé verzorgt Gérald in de hut in het bos. Terwijl ze naar een nabijgelegen bron gaat om heilig water te halen, wordt Gérald opgespoord door zijn kameraad Frédéric, die hem herinnert aan zijn militaire plicht. Als Lakmé terugkeert, bespeurt ze de verandering die bij haar geliefde heeft plaatsgevonden en beseft ze dat ze hem kwijt is. Ze eet van een giftige bloem. Ze geeft Gérald de kom met heilig water, zodat hij ervan kan drinken. Als Nilakantha de geliefden ontdekt en Gérald alsnog wil doden, houdt Lakmé hem tegen door te zeggen dat ze allebei van het heilige water hebben gedronken en Gérald daarmee gered is. Op dat moment sterft ze. 

## Instrumentatie
Fluit, piccolo, 2 hobo's (2e tevens althobo), 2 klarinetten, 2 fagotten; 4 hoorns, 2 kornetten, 3 trombones, tuba of ophicleïde; pauken, slagwerk (grote trom, triangel, bekkens); harp; strijkers.

## Opvoeringen

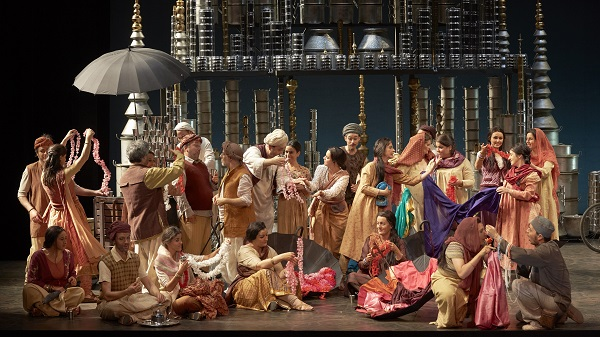
Lakmé in de Opéra-Comique in 2017

De première van 1883 was zeer succesvol en werd in de Opéra-Comique gevolgd door meer dan 1000 voorstellingen gedurende de eerste vijftig jaar van het bestaan van de opera. Later zakte de belangstelling in, maar van het repertoire verdwenen is het werk niet. Bij de Opéra-Comique staat de teller anno 2025 op 1600 opvoeringen.

### Recente geënsceneerde producties
- 2022: Opéra Royal de Wallonie. Regie: Davide Garratini Raimondi, dirigent: Frédéric Chaslin, Lakmé: Jodie Devos[6]
- 2022: Opéra-Comique. Regie: Laurent Pelly, dirigent: Raphaël Pichon, Lakmé: Sabine Devieilhe.[5] Opname verschenen op Naxos.
- 2022: Tiroler Landestheater, Innsbruck. Regie: Hinrich Horstkotte, dirigent: Tommaso Turchetta, Lakmé Judit Spießer

## Lakmé in de populaire cultuur
Het bloemenduet uit Lakmé werd vanaf 1984 gebruikt voor een reeks commercials van British Airways en gold destijds als de huismuziek.
Malcolm McLaren bracht in 1997 een bewerking uit van de Klokjesaria (The Bell Song), die onder meer gebruikt wordt op het mix-compilatiealbum Magik 2 van Tiësto. In hetzelfde jaar nam rapper LL Cool J het nummer Dear Malika op, dat het Bloemenduet als basis heeft.